# Zgornje Duplje
Zgornje Duplje este o localitate din comuna Naklo, Slovenia, cu o populație de 490 de locuitori.